# Joshua ben Israel Benveniste
Joshua ben Israel Benveniste, in ebraico בנבנשת‎?, in catalano: Benvenist (Costantinopoli, 1590 – 1668), è stato un rabbino e medico turco, ebreo talmudista. Fu rabbino della comunità di Costantinopoli intorno agli anni 1660.

## Biografia
Fratello del rinomato halakhista Chaim Benveniste e discepolo di Joseph Trani. Fu rabbino e medico della comunità ebraica di Costantinopoli negli anni 1660 e scrisse diverse opere, tra cui commentari biblici e inni liturgici.
Oltre ai suoi commentari e ai suoi scritti halakhici, Benveniste preparò i seguenti inni liturgici: (1) Mishmeret Ha-Miẓvot ("Osservanza dei Comandamenti"), una versione metrica di Azharot, con commentario; (2) Lebush Malkut ("Veste Reale"), inno nello stile di Corona Reale di Avicebron  di cui la scienza medica ne forma i fondamenti. Azulai afferma di aver visto entrambe le opere in manoscritto presso l'abitazione di un rabbino a Costantinopoli.

## Opere
- Abodah Tammah ("Servizio Perfetto"), commentario sul servizio liturgico del Giorno di Espiazione, 1719-1720
- Ozne Yehoshua ("Le orecchie di Giosuè"), sermoni dello Shabbat e di occasioni speciali (Costantinopoli, 1677)
- Sedeh Yehoshua ("Campi di Giosuè"), commentario di vari trattati del Talmud di Gerusalemme (Yerushalmi), 1662, 1749
- Seder ha-Geṭ, sulla formula del divorzio, scritto a Bursa e pubblicata a Costantinopoli nel 1719
- Sha'ar Yehoshua ("Porta di Giosuè"), raccolta di responsa di Benveniste, sembra sia stata distrutta da un incendio; molti dei suoi responsa sono comunque inclusi nelle raccolte di Moses Benveniste e Joseph Trani. Tuttavia, un manoscritto dell'autore fu rinvenuto agli inizi del XX secolo e pubblicato nel 1904 (Hustin).[3]